# Большая мечеть Монастира
Большая мечеть Монастира (араб. الجامع الكبير بالمنستير‎) — мечеть в городе Монастир в Тунисе, построенная во времена правления династии Аглабидов в IX веке.

## История и архитектура
Большая мечеть с юго-западной стороны примыкает к рибату Монастира — грозному оборонительному сооружению с маяком, построенному в 796 году.
За время своего существования мечеть неоднократно перестраивалась. В XI веке молитвенный зал был увеличен: в его юго-восточной части построили три нефа. Четырёхгранный минарет, которого не было первоначально, был пристроен к мечети в период династии Хафсидов, тогда же снова был расширен зал для молитвы — два новых нефа появились в его северо-западной части. Своего нынешнего облика молельный зал достиг в XVIII веке, когда была построена галерея.
Нынешний михраб мечети, украшенный в традиционном для династии Зиридов стиле, был сооружён во времена их правления. Он представляет собой полуцилиндрическую нишу в стене, покрытую рифлёным полукуполом, с аркой в форме заострённой подковы, лежащей на колоннах. В оформлении использованы геометрические и растительные мотивы, схожие с использованными в Великой мечети Кайруана (или же мечети Укба), где подобные появились впервые, или Большой мечети Махдии. Подобный стиль впоследствии распространился и в фатимидском Каире.
Колонны, которые использовались при постройке мечети, были вывезены из римского города Руспина, расположенного невдалеке от Монастира.